# 趙慶哲
趙慶哲（チョ・ギョンチョル、조경철、1929年4月4日 - 2010年3月6日）は、大韓民国の天文学者。本貫は白川趙氏。
日本統治時代の平安北道宣川郡に生まれ、1953年に延世大学校物理学科を卒業。その後渡米し、ツスクルム大学で政治学を、ミシガン大学とペンシルベニア大学で天文学を学び、1962年にペンシルベニア大学で博士号を得た。1965年から1967年までアメリカ航空宇宙局 (NASA) に研究員として勤務し、その翌年に帰国したときには「アポロ先生」というあだ名で有名になった。帰国後は科学技術情報センター事務局長、韓国天文学会会長、韓国宇宙科学会会長、韓国アマチュア天文学会会長などの要職を歴任した。また、延世大学校と慶熙大学校で教授も務め、慶熙大学校では副学長にも就任した。
趙は2010年3月6日に持病で入院して治療を受けていたときに心臓発作で昏睡状態に陥り、その午前10時頃、80歳で死去した。彼は一科学者だったが、社会的活動の範疇が広いことや国民の宇宙への関心を高めたことを踏まえて社会葬（サフェジャン）で葬ることにした。

## 趙慶哲の名がついたもの
- 1991年、日本の渡辺和郎が発見した小惑星に(4976) 趙慶哲という名がつけられた[2]。
- 江原道の華川郡広徳山に彼の名を冠した天文台が建設中である。

## 著書
『アポロ先生の科学の遍歴』（1973年）や『趙慶哲先生の火星物語』（2008年）など多数。